# Mimusops coriacea
Mimusops coriacea är en tvåhjärtbladig växtart som först beskrevs av A.Dc., och fick sitt nu gällande namn av Friedrich Anton Wilhelm Miquel. Mimusops coriacea ingår i släktet Mimusops och familjen Sapotaceae. Inga underarter finns listade i Catalogue of Life.